# Ghost in the Machines
Ghost in the Machines (рус.  «Призрак в машинах») — 19 эпизод 6 сезона мультсериала «Футурама».

## Сюжет
Во время чрезвычайного происшествия на параде Фрай спасает жизнь человеку, при этом позволив погибнуть роботу. Бендер возмущен этим поступком и в очередной раз решает покончить с собой. Естественно, его слова никто не воспринимает всерьез, однако в этот раз попытка суицида оказывается успешной, потому что будка самоубийства теперь сделала так, что от заказа никто не уйдет.
Отлетевший от тела невидимый дух Бендера наблюдает за скорбью команды и не вполне понимает, что с ним произошло. Вовремя оказавшийся рядом Робо-Дьявол объясняет ситуацию: совершивший самоубийство Бендер попал в лимб, и теперь его программа обречена неприкаянно скитаться. Впрочем, и из этого положения есть выход. Имеющий большой зуб на Фрая Робо-Дьявол предлагает Бендеру подписать контракт, согласно которому тот получит назад тело, если сумеет напугать своего соседа до смерти. В случае же невыполнения этих условий Бендеру придется провести остаток вечности в Робо-Аду.
Бендер обнаруживает, что его программа способна контролировать любую электронику, и быстро доводит Фрая до инфаркта. Врачи предупреждают Фрая, что следующий приступ убьет его, и предлагают в качестве лекарства от роботофобии отправиться на Планету Амишей, где сложные механизмы под запретом. Филлип соглашается, заметив, что из всех машин он будет скучать лишь по Бендеру. Услышав это, растроганный Бендер раскаивается и решает повсюду сопровождать Фрая.
Фрай спокойно живёт на Планете Амишей. Спустя какое-то время команда прилетает навестить его. Вместе с ними прибывает Робо-Дьявол. Он намеревается заставить Бендера убить Фрая, и почти преуспевает в этом. Бендер спасает жизнь другу, вселившись в тело Робо-Дьявола.
Шокированный этим происшествием Фрай решает вернуться домой. Бендер же в награду за свой поступок попадает в Робо-Рай. Впрочем, он уже по горло сыт загробным существованием, и буквально вынуждает Робо-Бога вышвырнуть его назад, в мир живых.

## Персонажи
Список новых или периодически появляющихся персонажей сериала
- Сэл
- Зепп Бранниган
- Киф Крокер
- Си Рэндэл Попермэер
- Робот-Дьявол
- Скраффи
- Джипси
- Робопроповедник
- Доктор Кэхилл

## Изобретения будущего
- Священный файрвол, защищающий от вредоносных программ.
- Деревянный космолет, работающий на тягловой силе крупного рогатого скота.